# گمینا میروو
گمینا میروو (به لهستانی:  Gmina Mirów) یک گمینا در لهستان است که در شهرستان شدووویتس واقع شده‌است. گمینا میروو ۵۳٫۰۵ کیلومتر مربع مساحت و ۳٬۸۰۲ نفر جمعیت دارد.